# هایفادر
های‌فادر (به انگلیسی: Highfather) یک شخصیت خیالی در کتاب‌های کامیک آمریکایی منتشر شده توسط دی‌سی کامیکس است. این شخصیت توسط نویسنده جک کربی خلق شده‌است که برای اولین بار در شمارهٔ ۱ از دومین نسخه مجموعه ایزدان جدید (مارس ۱۹۷۱) حضور پیدا کرد. او رئیس قبیله و فرمانروای ایزدان جدید در سیارهٔ خیالی نیو جنسیس است.
نام واقعی های‌فادر، ایزایا است که گاهی با عنوان ایزایا دِ اینهریتور شناخته می‌شود. قرن‌ها پیش، ایزایا رهبری با عزت و جنگجویی بسیار ماهر در سیارهٔ نیو جنسیس، با هدف مبارزه با هر نوع تهدیدی علیه سیارهٔ صلح‌آمیز و آرام خود بود.